# 伊万·斯皮里多诺夫
伊万·瓦西里耶维奇·斯皮里多诺夫（俄语：Ива́н Васи́льевич Спиридо́нов，1905年10月10日（格里历：10月23日）—1991年7月7日），苏联党和国家领导人。曾任苏共列宁格勒州委第一书记、列宁格勒市委第一书记，苏共中央书记处书记，苏联最高苏维埃联盟院主席等职。

## 生平
- 1905年10月10日（格里历：10月23日）出生于沙俄下诺夫哥罗德省Pogibalovka村的一个农民家庭。
- 1925年毕业于斯大林格勒机械中等技术学校。
- 1925年-1939年，列宁格勒劳动红旗工厂工作。历任学徒，钳工，车间主任，技术处处长等职。1928年加入联共（布）。
- 1939年毕业于列宁格勒通信工业学院函授班，获机械工程师的职称。
- 1939年-1941年，奥廖尔州奥尔洛夫纺织机械厂厂长。
- 1941年-1944年，奥尔洛夫纺织机械厂被迁往奔萨州库兹涅茨克，继续担任厂长。
- 1944年-1950年，列宁格勒国家标准计量厂厂长。
- 1950年-1952年，联共（布）列宁格勒市莫斯科区委书记。
- 1952年-1954年，列宁格勒州副州长。
- 1954年-1956年7月，苏共列宁格勒州委书记（科兹洛夫时任该州州委第一书记）。
- 1956年7月-1957年12月，苏共列宁格勒市委第一书记。
- 1957年12月-1962年5月，苏共列宁格勒州委第一书记。期间，1961年10月-1962年4月，苏共中央书记处书记。
- 1962年4月-1970年7月，苏联最高苏维埃联盟院主席。[3]期间，1963年5月，当选为苏波友好协会理事会主席。
- 1970年7月起退休。[4]
- 1991年7月7日于莫斯科去世，享年85岁。葬于特罗耶库罗夫公墓。[5]

斯皮里多诺夫是苏共20-23大代表，第20-22届中央主席团成员，第22-23届中央委员。第5-8届苏联最高苏维埃联盟院代表。

## 荣誉
- 三次列宁勋章
- 十月革命勋章
- 红旗勋章
- 劳动红旗勋章
- 各民族人民友谊勋章
- 荣誉勋章
- 劳动英勇奖章

## 轶事
斯皮里多诺夫在苏共二十二大30日上午的会议上建议在最短的时间内把斯大林的灵柩从红场的陵墓中迁到另外的地方去。